# Юр'ївка (Компаніївський район)

## Стислі відомості
В часі штучного винищення голодом 1932—1933 років голодною смертю померло 47 осіб.
Приєднане до села Мар'ївка. Дата приєднання невідома.